# 华山街道 (沈阳市)
华山街道，是中华人民共和国辽宁省沈阳市皇姑区下辖的一个乡镇级行政单位。

## 行政区划
华山街道下辖以下地区：
白楼社区、汇宝社区、鲲鹏社区、站北社区、青云社区、站南社区、平安社区、站东社区、华山社区、中光社区、安民社区、保安社区、金龙社区、华城社区、惠胜社区、兴华社区、兴隆社区和永泰社区。